# Bahnhof Hamminkeln-Dingden
Der Bahnhof Hamminkeln-Dingden (bis 12. Dezember 2020 Dingden) ist eine von drei Bahnstationen der Stadt Hamminkeln im Kreis Wesel. Er liegt im Stadtteil Dingden an der Bahnstrecke Wesel–Bocholt. Neben dem Bahnhof Dingden verfügt die Stadt noch über die Bahnstationen Hamminkeln und Mehrhoog an der Bahnstrecke Oberhausen–Arnhem. Dingden war bis 2005 ein Bahnhof. 2005 wurde er nach mehreren Rückbauten zu einem Haltepunkt zurückgestuft.

## Lage und Aufbau
Der Haltepunkt liegt am westlichen Stadtrand Dingdens in der Straße Am Bahnhof. Westlich des Bahnhofs ist ein Gewerbegebiet. Die St.-Pankratius-Kirche als Stadtteilzentrum Dingdens ist ca. 300 m vom Bahnhof entfernt. Das Empfangsgebäude wird heute als Gaststätte benutzt.

## Geschichte
Der Bahnhof Dingden wurde 1878 an der Bahnstrecke Wesel–Bocholt eröffnet.
Die Bocholter Bahnstrecke wurde bis Anfang 2022 elektrifiziert. Seitdem wird der RE 19 mit einem Zugteil aus Arnheim in Wesel zu einem Zug zusammengefasst und via Oberhausen und Duisburg bis Düsseldorf durchgebunden. So wurden Hamminkeln, Dingden und Bocholt umsteigefrei an Ruhrgebiet und Rheinland angebunden werden. Bis zum 1. Februar 2022 bestand Umsteigezwang in Wesel.

## Bedienung

### Regionalverkehr
Im Regionalverkehr wird der Bahnhof Hamminkeln von der Regional-Express-Linie RE 19 (Rhein-IJssel-Express) bedient.
| Linie | Verlauf | Takt   |
| ----- | --- | ------ |
| RE 19 | Rhein-IJssel-Express: Bocholt – Hamminkeln-Dingden – Hamminkeln – Wesel-Blumenkamp – Wesel – Friedrichsfeld (Niederrhein) – Voerde (Niederrhein) – Dinslaken – Oberhausen-Holten – Oberhausen-Sterkrade – Oberhausen Hbf – Duisburg Hbf – Düsseldorf Flughafen – Düsseldorf Hbf Stand: Fahrplanwechsel Dezember 2023 | 60 min |

In Wesel besteht Anschluss zu den Zügen der Linie RE 19 Richtung Arnhem. In Oberhausen, Duisburg und Düsseldorf besteht Anschluss zu zahlreichen weiteren Zügen nach ganz Nordrhein-Westfalen.
In Bocholt wiederum besteht Anschluss an die Schnellbuslinie nach Münster und über das dortige Stadtbusnetz, bis nach Aalten (NL).

### Buslinien
Vom Haltepunkt selbst verkehren keine Buslinien. Von der Haltestelle Dingden Schule an der St.-Pankratius-Kirche Dingden verkehren folgende Linien:
| Linie | Linienweg |
| ----- | --- |
| 64    | Wesel Bf – Wesel-Feldmark, Marktplatz – Wesel-Blumenkamp – Hamminkeln, Markt – Hamminkeln Weststraße – Dingden Schule – Bocholt Bf – Bocholt, Bustreff |
| bHL   | Hamminkeln, Markt – Hamminkeln Weststraße – Dingden Schule – Loikum – Wertherbruch – Mussum – Bocholt Bf – Bocholt, Bustreff                           |